# Sniper Elite V2
Sniper Elite V2 é um jogo de video de tiro táctico em terceira pessoa desenvolvido pela Rebellion Developments para PC, PlayStation 3, Xbox 360 e Wii U. O jogo é uma continuação do jogo de 2005 da Rebellion, Sniper Elite, ocorrendo no mesmo espaço de tempo e localização - a Batalha de Berlim em abril de 1945 - mas agora o personagem principal, um oficial americano da Agência de Serviços Estratégicos, tem de matar ou capturar cientistas envolvidos no programa de armamento alemão V-2. Foi nomeado pela IGN como um dos melhores shooters de 2012.

## Jogabilidade
O jogo apresenta um novo sistema de Raio-X, onde após um tiro ser executado corretamente, ele pode ou não mostrar uma câmera especial, em que a visão foca na bala em câmera lenta, mostrando a bala perfurando a pele dos soldados e destruindo o crânio, fígado, coração, ossos, testículos, tendões e outras partes do corpo, podendo matar múltiplos soldados. A bala também pode atravessar a mira óptica dos rifles inimigos, destruir objetos explosivos, e detonar veículos ao atirar nas tampas dos tanques de combustível. A mecânica física da bala é considerada muito realista, pois considera a velocidade da bala, efeitos de gravidade e influência do vento dependendo da dificuldade escolhida para jogar, onde o mais fácil tem pouca simulação de disparo e bastante assistência para o jogador, e o mais difícil tem todos os efeitos de influência no disparo e pouca assistência ao jogador.

## Marketing
A Rebellion anunciou uma missão bônus com a pré-reserva do jogo, Assassinar O Führer, onde o jogador tem a oportunidade de assassinar Adolf Hitler. Além da missão extra, os jogadores terão também acesso a duas armas novas: um rifle semi-automático soviético SVT-40 e um rifle de infantaria alemão Kar 98k.

## Recepção
Sniper Elite V2 mantêm uma pontuação média de 67/100 para a versão Xbox 360 e de 70/100 para a versão PlayStation 3 no site Metacritic.
A GameInformer atribuiu uma nota de 8.25/10, afirmando que a Rebellion entregou um shooter visceral da 2ª Guerra Mundial. A GameSpot deu a pontuação de 6/10 afirmando que "Sniper Elite V2 é um shooter satisfatório, no entanto faz um trabalho mau a tentar manter essa ilusão."

## Sequela
Em Março de 2013 a 505 Games anunciou que Sniper Elite 3 estava em produção e que seria lançado para PlayStation 3, Xbox 360 e para as consolas da próxima geração em 2014.